# Estratón I

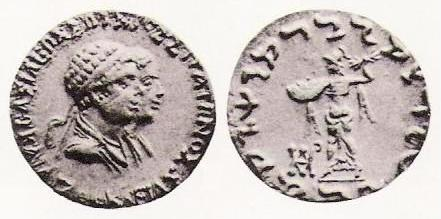
Moneda de Agatoclea y Estratón I

Estratón I (en griego antiguo: Στράτων Α΄), fue un rey indogriego, hijo de la reina Agatoclea, la cual presumiblemente actuó como regente durante sus primeros años, después de que el padre de Estratón, otro rey indogriego, fuera asesinado. Se cree que Estratón contrajo matrimonio con la hija del Emperador Vasumitra Sunga.

## Fechas y genealogía
Hasta recientemente, el consenso era que gobernó entre c. 130–110 a. C. en el norte de la India, y que su padre fue el rey Menadro I. Menandro I gobernó todo el imperio indogriego, pero en este escenario, las partes occidentales que incluyen Parapamisos y Aracosia, alcanzaron la independencia después de la muerte de Menandro, empujando a Estratón y a Agatoclea hacia el este, a Gandhara y Punjab. Este punto de vista fue introducido por Tarn, y defendido en 1998 por Bopearachchi.
La opinión moderna, sostenida por R. C. Sénior y probablemente más sólida, ya que está fundada en el análisis numismático, sugiere que Estratón fue un rey más tardío, quizás gobernando de 110–85 a. C., aunque quizás era descendiente de Agatoclea. En este caso, Agatoclea sería la viuda de otro rey, posiblemente Nicias o Teofilo.
Una tercera hipótesis fue presentada en 2007 por J. Jakobsson: Según éste, las monedas de Estratón, de hecho pertenecen a dos reyes, que pueden haber gobernado alrededor 105–80 a. C., aunque en territorios diferentes:
- Estratón Soter Y Dikaios (griego: ΣΤΡΑΤΩΝ Ο ΣΩΤΗΡ ΚΑΙ ΔΙΚΑΙΟΣ "Estratón el salvador y justo/righteous"), era hijo de Agatoclea.
- Estratón Epiphanes Soter (Griego: ΣΤΡΑΤΩΝ Ο ΕΠΙΦΑΝΗΣ ΣΩΤΗΡ "Estratón el ilustre, salvador"), era un rey de mediana edad, que puede haber sido hermano de Agatoclea, y gobernado en Punjab occidental.

Esta teoría estaba basada sobre la diferencia en los títulos, en monogramas y tipos de moneda de ambos.
La importancia de Agatoclea fue bajando gradualmente en las monedas, presumiblemente porque acabó su regencia cuando Estratón alcanzó la mayoría de edad. Estratón fue también el único rey indogriego que aparece barbado, probablemente para indicar que ya no era un niño. Estratón I, o los dos Estratón, lucharon por la hegemonía en Punjab con el rey Heliocles II, quien reimprimió muchas de sus monedas. Hubo también guerras muy probables con otros reyes. El Estratón de mediana edad, según la tercera teoría, fue sucedido por su hijo Polixeno, que gobernó solo por escaso tiempo. 
Un tesoro de monedas de Estratón fue encontrado en Mathura, en las afueras de Nueva Delhi, lo que puede ser la avanzadilla más oriental del territorio indogriego